# Eran Riklis

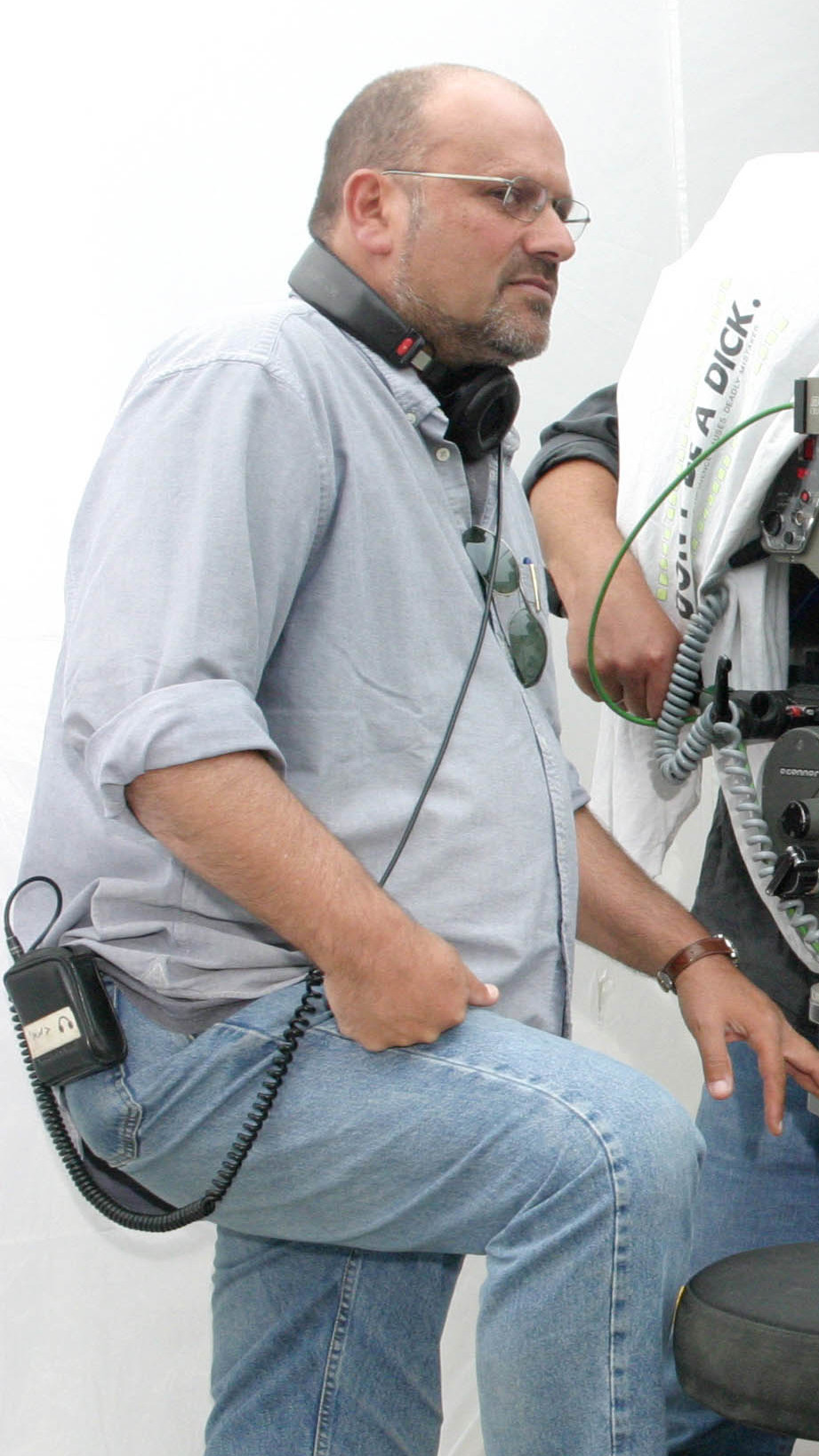
Eran Riklis

Eran Riklis (hebräisch ערן ריקליס‎; * 1954 in Jerusalem) ist ein israelischer Filmregisseur.
Er wurde in Israel geboren und wuchs in Kanada, USA, Brasilien und Israel auf.
Eran Riklis schloss ein Filmstudium an der Beaconsfield National Film School in England ab. 1984 gab er mit seinem Abschlussfilm On a Clear Day You Can See Damascus sein Spielfilmdebüt. Mit seinem zweiten Film In der Schußlinie gelang 1991 ihm ein erster internationaler Erfolg. Er nahm mit dem Film am Filmfestival von Moskau teil und zeigte den Film innerhalb des Internationalen Forums der Berlinale 1992.
Seinen endgültigen internationalen Durchbruch erlebte er 2004 mit dem Film Die syrische Braut. 2008 stellte er auf der Berlinale 2008 seinen Film Lemon Tree vor und erhielt für diesen Film den Panorama-Publikumspreis und eine Nominierung für den Europäischen Filmpreis 2008 in der Kategorie Bestes Drehbuch. 2011 verfilmte er die bewegende Lebensgeschichte Ralph Kleins, eine der schillerndsten Trainerpersönlichkeiten der deutschen und israelischen Nachkriegsgeschichte, im Sportdrama PlayOff, einer deutsch-französisch-israelischen Produktion.
2017 wurde er in die Academy of Motion Picture Arts and Sciences (AMPAS) aufgenommen, die jährlich die Oscars vergibt.

## Filmografie (Auswahl)
- 1984: On a Clear Day You Can See Damascus
- 1991: In der Schußlinie (Gmar Gavi'a)
- 1993: Zohar
- 1999: Borders
- 1999: Volcano Junction
- 2002: Temptation
- 2004: Die syrische Braut
- 2008: Lemon Tree
- 2010: Die Reise des Personalmanagers (Shliḥuto shel Ha'Memuneh al Mash'abey Enosh)
- 2011: Playoff
- 2012: Zaytoun – Geborene Feinde, echte Freunde (Zaytoun)
- 2014: Mein Herz tanzt (Dancing Arabs)
- 2024: Reading Lolita in Tehran

## Auszeichnungen
- 2004: Internationales Filmfestival von Locarno – Publikumspreis für Die syrische Braut
- 2004: World Film Festival von Montreal – Grand Prix des Amériques, FIPRESCI-Preis, Preis der Ökumenischen Jury und Publikumspreis für Die syrische Braut
- 2008: Internationale Filmfestspiele Berlin 2008 – Panorama-Publikumspreis für Lemon Tree